# Mark Evans (cầu thủ bóng đá, sinh năm 1970)
Mark Evans (sinh ngày 24 tháng 8 năm 1970) là một cựu cầu thủ bóng đá người Anh thi đấu ở vị trí thủ môn.

## Sự nghiệp
Sinh ra ở Leeds, Evans thi đấu cho Bradford City và Scarborough, có tổng cộng 24 lần ra sân ở Football League.